# Natchitoches
Pour les articles homonymes, voir Natchitoches (peuple).
La ville de Natchitoches (prononcé : [nakitɔʃ]; en français louisianais : Les Natchitoches, prononcé [ˈnækətəʃ] en anglais) est le siège de la paroisse des Natchitoches dans l'État de la Louisiane aux États-Unis.

## Géographie
La ville de Natchitoches s'étend sur 65 km2. Lors du recensement de 2010, sa population était estimée à 18 323 habitants.
La cité est située juste au sud de la rivière Rouge et au sud-ouest du bayou de la Saline. Elle est traversée par la rivière aux Cannes qui coule dans un ancien bras-mort de la rivière Rouge. Un bras se détache de la rivière aux Cannes, au centre-ville de Natchitoches, sous le nom de la Vieille Rivière (Old River) qui retrouve la rivière aux Cannes à plusieurs kilomètres au Sud de Natchitoches.
La ville de Natchitoches se prolonge au Nord vers la localité de Grand Ecore.

## Histoire

### Nouvelle-France
Les premiers Européens à parcourir la région furent les coureurs des bois français et canadiens dès la fin du XVIIe siècle. En 1699, la France fonda un poste avancé français sur la rivière Rouge afin de contrôler le commerce avec les avant-postes des forces espagnoles du Mexique.
En 1701, le Canadien, Jean-Baptiste Le Moyne de Bienville, futur gouverneur de la Louisiane française, parvint jusqu'au village des Indiens Natchitoches et des Cadodaquious sur la rivière Rouge.
En 1714, Louis Juchereau de Saint-Denis emprunta la rivière Rouge afin d'étendre l'influence française de la Nouvelle-France, et de repousser vers l'ouest les limites de la Louisiane française. Déjà les années précédentes, il avait noué des contacts avec les Indiens Natchitoches. Le fort des Natchitoches fut fondé cette année-là par Louis Juchereau de Saint-Denis.
Le fort des Natchitoches, ou fort Saint-Jean-Baptiste, sur la rivière Rouge, à la limite de l'ancien empire espagnol, permit aux Français de s'affilier les groupes des Amérindiens de la Nation Caddo. Dans les années 1730, on produisait un peu de tabac aux Natchitoches. Ce fut, en Basse-Louisiane, le poste des Natchitoches qui connut un important essor grâce aux commerce avec les Espagnols voisins et la culture du tabac.
Par le poste des Natchitoches les tribus amérindiennes fournissaient aux Français soldats et colons, du maïs, des volailles, ainsi que du poisson, du gibier, de l'huile d'ours, contre des marchandises de traite importées de métropole.
En 1732, dans un des actes de vengeance contre les Français qui ont commis le massacre de Natchez en 1730, le fort des Natchitoches est assiégé pendant vingt-deux jours par une bande de guerriers Natchez survivants. Son commandant Louis Juchereau de Saint-Denis ne répond pas à leur attaque. Exaspérés, les Natchez brûlent vive une femme française capturée juste à l'extérieur du fort. Saint-Denis est tant choqué par cet acte qu'il opère une sortie avec 140 hommes dont 40 soldats blancs et 100 Amérindiens alliés. La bataille de la Colline Sang pour Sang s'engage : 92 guerriers et 4 de leurs chefs sont tués. Les survivants sont poursuivis jusqu'au bord d'un lac aujourd'hui à sec, à Derry près de Cloutierville. Ils sont alors exterminés par les Français.

### Périodes espagnole et américaine
La plantation Beaufort est construite par Louis Barthélemy Rachal, qui reçoit un don de terre des Espagnols en 1780, se marie en 1785, et accumule des terres jusqu'à sa mort en 1833, après laquelle la plantation est vendue aux enchères à Narcisse Prudhomme, dont le fils aura plus de cent esclaves avant la guerre de Sécession. Sa nièce Louise Lambre sur l'île Brevelle, sur l'ex-Cane River devenue maintenant Cane Lake, épouse à Natchitoches François Ruelle, un officier de Napoléon venu de Serres (Isère) qui fonde une grande plantation de café en 1819 dans la province de Matanzas, à Cuba avec les 25 000 francs de dot de Louise.
Marie-Thérèse Metoyer, dite « Coincoin » (1742-1816), fut employée chez Louis Juchereau puis chez le planteur français Thomas-Pierre Metoyer qui lui acheta sa liberté en 1784, après lui avoir donné plusieurs enfants. Il donna plusieurs centaines d'acres à son fils Louis Metoyer et ce dernier exploita en 1796 la plantation Yucca, qui devint une des plus grandes plantations de coton de la région, renommée plantation Melrose. Plusieurs « personnes de couleur », venues de La Nouvelle-Orléans et de Saint-Domingue épousent des membres de la colonie de l'île Brevelle, du nom d'un trappeur canadien.
Alors qu'en 1785 la population de Natchitoches était de 756 habitants, selon le capitaine-général, en 1810 elle atteignait 2 870, dont 1 476 esclaves. En 1820, c'étaient 7 486 personnes dont 2 326 esclaves. En 1814, la population de toute la Red River, incluant Natchitoches, est évaluée à plus de 12 000 habitants.
Après la vente de la Louisiane en 1803, la population de Natchitoches va croitre durant le XIXe siècle. De nombreuses plantations de coton vont se développer le long de la rivière Rouge, les bateaux à vapeur amenant des colons juifs et syriens. Sur la rivière Amite, affluent de la Cane River est  situé un petit village nommé généralement « La colonie française » et appelé également la « Côte joyeuse », à vocation agricole où des Français vont cultiver le coton, dont Philippe Valmet.
Dans les années 1820, Ambroise Lecomte (1760-1830), fils de Marie Anne Cephalide Lambre et du soldat Jean-Baptiste Lecomte et sa femme Julia Buard achètent successivement trois plantations de coton, dont la plantation Magnolia, ce qui en fait les principaux propriétaires d'esclaves de la ville. Jusque-là, dans les années 1790, le père d'Ambroise Lecomte était requis par les Espagnols de contrôler les passeports des arrivants qui passaient sur sa propriété, pour les empêcher d'aller au Texas.

## Démographie
| Groupe                           | Natchitoches | Louisiane | États-Unis |
| -------------------------------- | ------------ | --------- | ---------- |
| Afro-Américains                  | 59,2         | 32,0      | 12,6       |
| Blancs                           | 37,2         | 62,6      | 72,4       |
| Métis                            | 1,7          | 1,6       | 2,9        |
| Autres                           | 0,8          | 1,6       | 6,4        |
| Amérindiens                      | 0,5          | 0,7       | 0,9        |
| Asiatiques                       | 0,6          | 1,6       | 4,8        |
| Total                            | 100          | 100       | 100        |
|                                  |              |           |            |
| Hispaniques et Latino-Américains | 1,7          | 4,3       | 16,7       |

## Galerie photographique

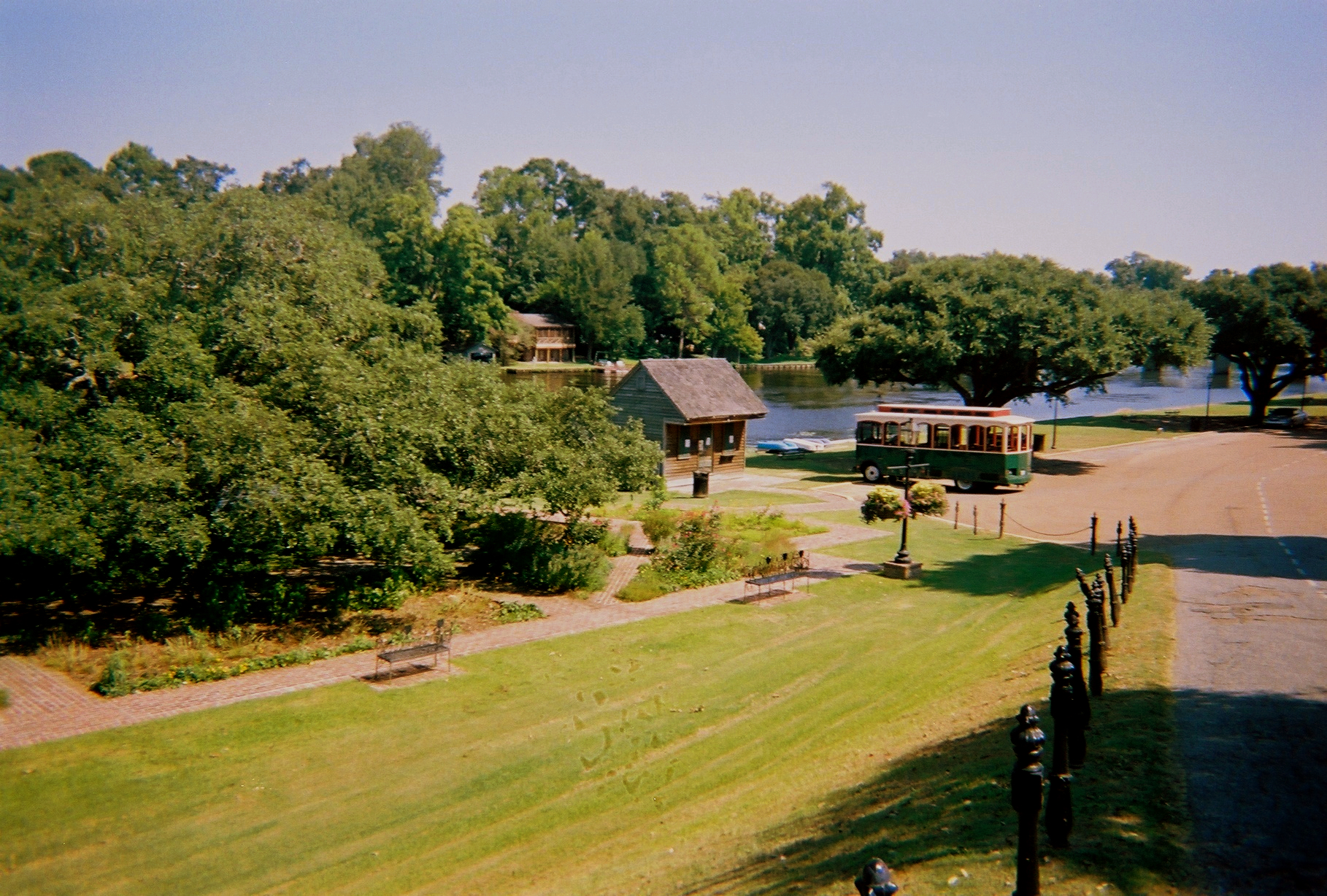
Les bords de la rivière Rouge à Natchitoches.
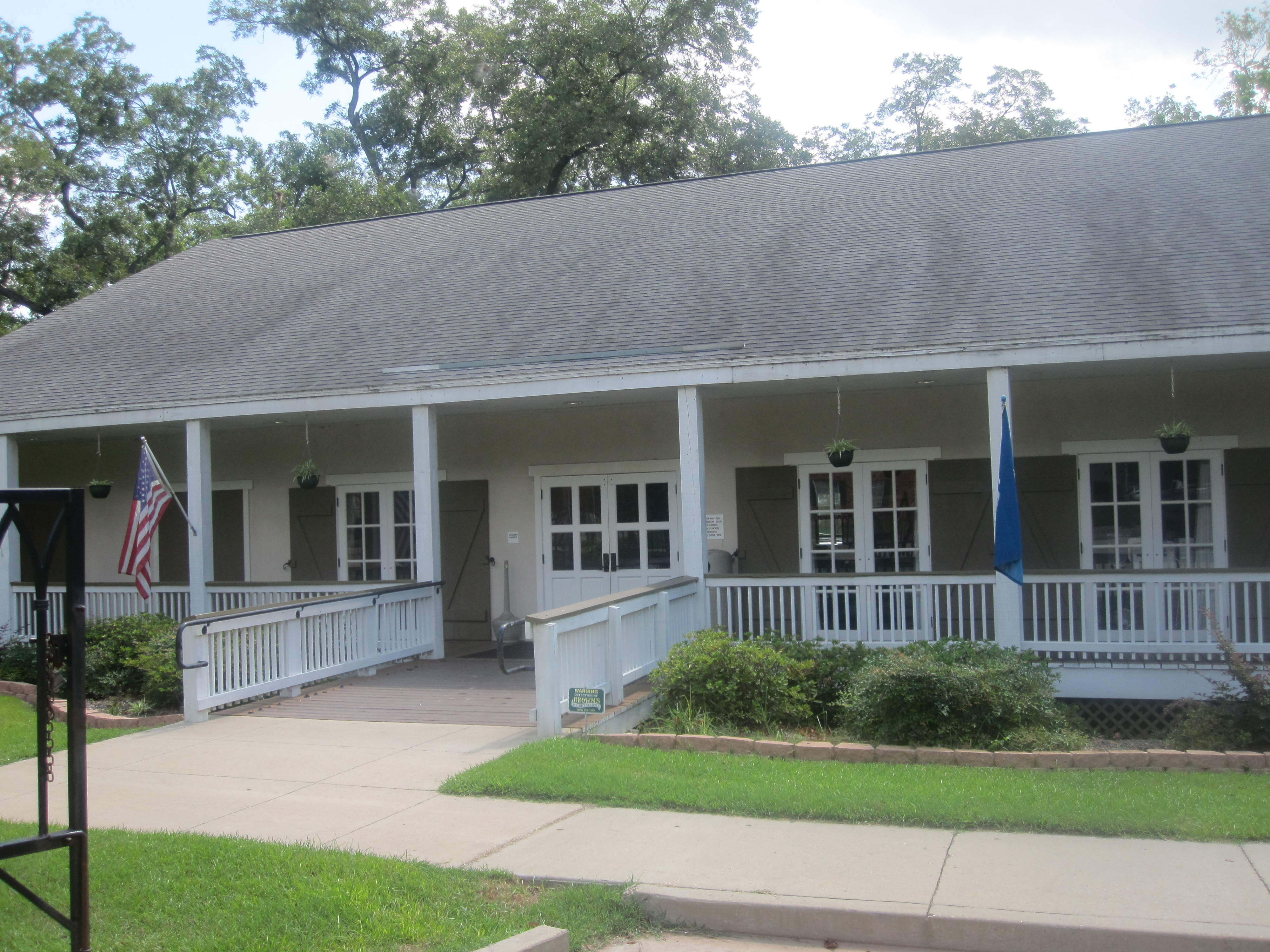
Le fort des Natchitoches aussi connu sous le nom de fort Saint-Jean-Baptiste.

## Vie culturelle
La ville est connue pour ses nombreux festivals et demeure un lieu très touristique. Parmi les festivals, le festival de musique cadienne Zydeco, celui de jazz et R&B, le Natchez Heritage Festival, festival des lumières de Noël, la Fête Hiver, le Mardi-Gras, etc.
Natchitoches est connue également pour sa fameuse tourte à la viande, la « Natchitoches Meat Pie », qui est un des plats officiels de la Louisiane.
Natchitoches est le lieu de tournage et le lieu où se déroule le film Potins de femmes.

## Personnalités
- Auguste Marie Martin (1803-1887), premier évêque du diocèse de Natchitoches érigé le 29 juillet 1853.